# تیم ملی والیبال مردان ترینیداد و توباگو
تیم ملی والیبال مردان ترینیداد و توباگو تیم ملی والیبال مردان کشور ترینیداد و توباگو است.